# Santuario de la Madonna di Tindari
El santuario de la Madonna di Tindari es una iglesia situada en las cercanías de la ciudad de Tíndaris, donde se venera la imagen de la Madonna Nera, una virgen negra, bizantina, a la que se honra en peregrinación cada 8 de septiembre.
- Datos: Q6121570
- Multimedia: Santuario Madonna del Tindari / Q6121570